# Битва при Лаодокіях
Битва при Лаодокіях — битва в Аркадії неподалік Мегалополіса між спартанцями та силами Ахейського союзу, котра сталась під час Клеоменової війни.
Перед битвою при Лаодокіях сторони обмінялись ударами — спартанський цар Клеомен завдав стратегу Ахейського союзу Арату поразки в битві при Лікеї, тоді як останній зміг захопити важливе аркадійське місто Мантінея. Слідом за цим Клеомен вторгнувся на землі найбільшого міста Аркадії Мегалополіса та підійшов до розташованих поблизу від нього Лаодокій (за іншими даними, зіткнення сталось при Левктрах), де знову зустрівся із ворожою армією.
Під час якоїсь сутички легкоозброєні ахейці відтіснили супротивника до самого табору та увірвались до нього. Арат послідував за ними з важкою піхотою, проте зупинився біля якогось рівчака та відмовився переходити на інший бік (йому взагалі була властива велика обережність у битвах). Колишній тиран Мегалополіса Лідіад, котрий раніше добровільно відмовився від одноосібної влади та приєднав своє місто до Ахейського союзу, був вкрай незадоволений такою поведінкою. Він став закликати вершників підтримати тих, хто переслідує ворога та не випускати перемоги з рук. Багато бійців окликнулось на це, так що Лідіад напав на праве крило ворога, розбив його та погнав. Втім, під час переслідування вони потрапили у порослу виноградом, захаращену ровами та загородками місцевість, де кіннота втратила свій бойовий лад та зазнала поразки, причому загинув і сам Лідіад.
Втікаючі з поля битви ахейські бійці шукали порятунку у своїх важкоозброєних, котрі до того стояли без дії, проте при цьому розстроїли і їх ряди. У підсумку все військо Ахейського союзу зазнало важкої поразки, причому загинула велика кількість вояків.  
Ахейці звинувачували у невдачі передусім Арата, проте його особистість так приваблювала людей, що через певний час він знову був обраний на найвищу посаду стратега.  